# Kršćanstvo u 430.
◄◄ | ◄ | 427. | 428. | 429. | 430.  | 431. | 432. | 433. | ► | ►►
Astronomija • Književnost • Kršćanstvo • Pravo • Promet
Kršćanstvo u 430.

## Svijet

### Smrti
- 28. kolovoza – Sveti Augustin (* 354.)

## Vanjske poveznice
|  | Zajednički poslužitelj ima još gradiva o temi Kršćanstvo u 430. |